# Marisora aurulae
Marisora aurulae — вид сцинкоподібних ящірок родини сцинкових (Scincidae). Мешкає на Карибах.

## Поширення і екологія
Marisora aurulae мешкають на острові Гренада, на Гренадинах, зокрема на острові Карріаку, а також на островах Сент-Вінсент, Тринідад і Тобаго. Вони живуть в прибережних тропічних лісах, на узліссях, в кокосових гаях і садах.

## Збереження
МСОП класифікує цей вид як вразливий. Marisora aurulae загрожує хижацтво з боку інтродукованих мангустів і чорних щурів.